# Pit (personaggio)
Pit (ピット?, Pitto) è un personaggio immaginario della serie di videogiochi Kid Icarus. Apparso per la prima volta nel 1986 Kid Icarus, l'angelo è ritornato alla ribalta in seguito alla pubblicazione di Kid Icarus: Uprising nel 2012. Nonostante il successo del videogioco, Masahiro Sakurai ha negato la possibilità di un sequel del titolo.
Oltre ad alcuni cameo in videogiochi prodotti dalla Nintendo, Pit è presente in Super Smash Bros. Brawl, in Super Smash Bros. per Nintendo 3DS e Wii U, in Super Smash Bros. Ultimate e nella serie d'animazione Un videogioco per Kevin - Captain N con il nome di "Kid Icarus".

## Caratteristiche
Pit è basato sulla mitologia greca, in particolare su Icaro ed Eros. Originariamente il suo aspetto era simile ad un cherubino. In Kid Icarus indossa un chitone bianco ed un paio di sandali. Da Kid Icarus: Of Myths and Monsters sulla testa di Pit figura una corona di alloro. In Kid Icarus: Uprising viene effettuato un restyling del personaggio da parte di Masahiro Sakurai.
Pit è il messaggero della dea della luce Palutena, da cui riceve l'Arco magico (パルテナの神弓?, Parutena no Kamiyumi). La nemesi di Pit è la dea dell'oscurità Medusa.

## Apparizioni

### Super Smash Bros.
Nella serie Super Smash Bros. Pit appare nei videogiochi Super Smash Bros. Brawl, Super Smash Bros. per Nintendo 3DS e Wii U e Super Smash Bros. Ultimate.